# Ботліхська мова
Ботліхська мова (самоназва: буйхалъи (буйхадалъи) мицІцІи) — мова ботліхців, одна з андійських (підгрупа нахсько-дагестанських мов). 
Ботліхська мова зосереджена в селах Ботліх і Міарсу Ботліського району Дагестану. За різними оцінками число мовців 3-4 тис. (в 2002 році), а 2006 року Коряков нарахував 5 500 осіб-мовців ботліхської. Мова є безписемною. За переписом населення Російської Федерації 2002 року, ботліхцями себе назвали 16 осіб. Аварська та російська виконують роль літературної мови.
Носії ботліхської вчать власної мови своїх дітей та використовують її у побуті, проте мова не використовується активно в освіті чи виданнях. Нею рідко пишуть, та натомість віддають перевагу аварській чи російській в освіті та як літературним мовам. Деякі сім'ї-мовці ботліхської переходять на російську, через що мова є під загрозою.

## Структура
У ботліхській мові налічують 4 латеральних приголосних: лъ, лълъ, лI, кь. Для глухих африкатів і спирантів (ц, ч, цІ, чІ, с, ш, лъ, х) характерне протипоставлення по інтенсивності. Мова має 5 голосних звуків: а, о, у, е, і та 5 еквівалентних їм носових звуків. 
Ботліхський іменник може бути чоловічого, жіночого чи середнього роду. Система відмінків включає 4 основних (номінатив, генетив, ергатив, датив) і 10 місцевих (6 локалізації і 4 напрямкових). В часових відмінюваннях дієслова часто вживаються аналітичні форми.
Існує 2 форми мови: ботліхська і міарсо (за назвами сіл проживання мовців). Внаслідок багатовікових відносин з аварцями, в лексиці ботліхської мови є багато запозичень з аварської, але ботліхці зберегли своє багатство і оригінальність мови, не зробивши таких чисельних запозичень з російської, як аварці.